# Первый день мира
«Первый день мира» — советский фильм 1959 года режиссёра Якова Сегеля.

## Сюжет
Первые мирные дни 1945 года. В небольшом немецком городе ожидание любви и мирной жизни объединяет всех, прошедших жестокую войну. Но для русского офицера Михаила Петрова любовь и мечты не сбудутся. Съемки большую часть времени проходили в Калининграде и Калининградской области.

## В ролях
- Валериан Виноградов — Михаил Платонов, военный переводчик, гвардии лейтенант, до войны — преподаватель в Ленинградском университете
- Люсьена Овчинникова — Наташа, медсестра
- Людмила Бутенина — Оля Белоусова, медсестра
- Аркадий Вовси — Борис Матвеевич, хирург
- Александра Данилова- Александра, военный врач
- Пётр Щербаков — Анатолий Нефёдов, гвардии капитан саперных войск
- Игорь Пушкарёв — Петя Ковалёв, раненый солдат, на лечении в госпитале
- Юрий Фомичёв — Семёныч, санитар
- Евгений Кудряшёв — старшина Зыков
- Гарри Дунц — полковник
- Андрей Файт — старик-немец
- Вадим Захарченко — Фишер, немецкий офицер
- Нина Меньшикова — фрау Мария Фишер
- Эрвин Кнаусмюллер — Кунце, немецкий ефрейтор
- Хайнц Браун — гауптштурмфюрер СС
- Алексей Темерин — патер
- Роберт Даглиш — лейтенант Джеффри
- Валентин Корнеев — Зиммельдорф
- Анатолий Васильев — шофёр

## Песни в фильме
В фильме звучат песни:
- «Солдатское письмо» (муз. М.Фрадкин — сл. В. Лазарев), исполняют Алексей Усманов и Виктор Селиванов.
- «Берёзы» (муз. М.Фрадкин — сл. В. Лазарев), исполняет Владимир Трошин.